# Amprenta culturală
Amprenta culturală este impactul exercitat de către grupuri și indivizi asupra mediului cultural.

## Elemente de definiție
Amprenta culturală a fost definită în iunie 2013 la inițiativa unui grup de experți din cadrul UNESCO, OCDE, Organizației Internaționale a Francofoniei, ministerelor franceze, întreprinderilor și societății civile.
Ea este în acest fel desemnată ca fiind „ansamblul de externalități, pozitive sau negative, generate asupra mediului cultural prin acțiunea unui agent.” Este considerată pozitivă atunci când îmbogățește diversitatea culturală, când favorizează o intensitate culturală.
Un al doilea document de referință apărut în 2017 precizează ca „ansamblul actorilor are posibilitatea de a activa resursele culturale disponibile, adică de a le explora și de a le exploata. În același timp, este responsabilitatea lor de a avea o contribuție pozitivă” vizavi de acest substrat, de această ambianță creatoare. Aceasta înseamnă că grupurile de indivizi „sunt exigenți, se angajează ținând cont de singularitățile lor, sunt implicați și investiți în direcția culturală”.

## Aplicații
„Amprenta culturală a sectorului cosmetic”, asociindu-i pe Gilles Andrier, Loïc Armand, Francesco Bandarin, Jérôme Bédier, Françoise Benhamou, Fouad Benseddik, Gilles Boëtsch, Dominique Bourg, Jérôme Gouadain, Maria Gravari-Barbas, Marc-Antoine Jamet, François Jullien, Pascal Lamy, Jacques Lévy, Gilles Lipovetsky, Françoise Montenay, Jean Musitelli, Patrick O'Quin, Philippe d'Ornano, Dominique Perrault, Marie-Hélène Plainfossé y Nicole Rouvet, propune câteva aspecte ale mediului cultural în care economicul este susceptibil să aducă o contribuție: de ordinul învățării, arhitecturilor, artisticului, culorilor, eticului, imaginarului, patrimoniului, plăcerii, deprinderilor de viață, singularității etc.